# Gönningen
Gönningen, Reutlingen-Gönningen — dzielnica miasta Reutlingen w Niemczech, w kraju związkowym Badenia-Wirtembergia.